# Augstupönen (Pillkallen)
Augstupönen, 1938 bis 1945: Hochweiler (Ostpr.), litauisch Aukštupėnai, ist ein verlassener Ort im Rajon Krasnosnamensk der russischen Oblast Kaliningrad.
Die Ortsstelle befindet sich zwei Kilometer nordöstlich von Kutusowo (Schirwindt) an der Grenze zu Litauen an der Scheschuppe.

## Geschichte

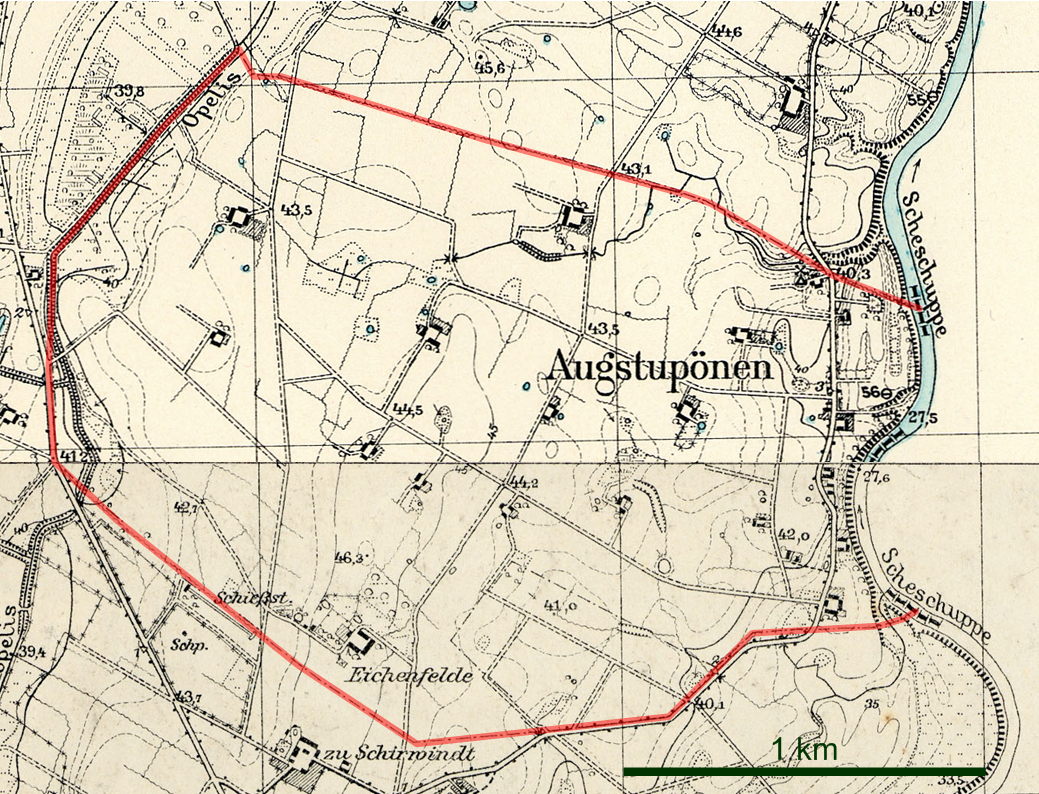
Die Landgemeinde Augstupönen auf zwei Messtischblättern von 1927 und 1934

Der Ort wurde im Jahr 1700 gegründet.
Augstupöhnen, auch Samolischken genannt, war um 1780 ein königliches Bauerndorf. 1857 wurde das Gut Eichenfelde nach Augstupönen eingemeindet. 1874 wurde die Landgemeinde Augstupönen in den neu gebildeten Amtsbezirk Schirwindt im Kreis Pillkallen eingegliedert. 1938 wurde Augstupönen in Hochweiler (Ostpr.) umbenannt. 1945 kam der Ort in Folge des Zweiten Weltkrieges mit dem nördlichen Ostpreußen zur Sowjetunion. Einen russischen Namen erhielt er nicht mehr.

### Einwohnerentwicklung
| Jahr | Einwohner | Bemerkungen             |
| ---- | --------- | ----------------------- |
| 1867 | 202       |                         |
| 1871 | 185       | davon in Eichenfelde 20 |
| 1885 | 189       | davon in Eichenfelde 22 |
| 1905 | 120       | davon in Eichenfelde 9  |
| 1910 | 151       |                         |
| 1933 | 128       |                         |
| 1939 | 138       |                         |

## Kirche
Augstupönen/Hochweiler (Ostpr.) gehörte zum evangelischen Kirchspiel Schirwindt.